# Сумский колледж пищевой промышленности
Сумский колледж пищевой промышленности Национального университета пищевых технологий — учебное заведение среднего профессионального образования в г. Сумы.

## История
1 октября 1928 года при Сумской механической профшколе было открыто химическое отделение сахарной промышленности.
С 24 августа 1930 года на базе этого отделения создан химический техникум сахарной промышленности, который подчинялся «Союзсахару». В то время техникум находился в помещении облпродсоюза по Троицкой улице, 1.
1 августа 1934 года химический техникум сахарной промышленности был переименован в технологический техникум сахарной промышленности с подчинением наркомату пищевой промышленности СССР.
4 августа 1937 года состоялось объединение химико-технологического техникума с учётно-бухгалтерским в одно учебное заведение — Сумский технологический техникум. В то время техникум имел два отделения: химико-технологическое и учётно-бухгалтерское.
После начала Великой Отечественной войны в связи с приближением к городу линии фронта 15 сентября 1941 года техникум временно прекратил свою деятельность и в период немецкой оккупации не функционировал.
С 8 января 1944 года техникум возобновил работу под названием Сумский технологический техникум сахарной промышленности.
В 1955 году техникум начал обучение по специальности «Хлебопекарное производство», в 1958 году начало работу заочное отделение.
В 1964 году был построен спортивный зал.
1 сентября 1965 года техникум начал обучение по специальности «Эксплуатация автоматизированных систем в пищевой промышленности».
В 1970 году был построен учебно-лабораторный корпус, в 1972 году — общежитие на 450 мест.
В 1984 году приказом министерства высшего и среднего специального образования СССР техникум определён как базовое учебное заведение. С этого времени и по 2006 год директор техникума являлся Лутаенко Владимир Иванович.
В 1990 году учебное заведение переименовано в Сумский техникум пищевой промышленности.
После провозглашения независимости Украины техникум перешёл в ведение государственного комитета пищевой промышленности Украины. В марте 1995 года Верховная Рада Украины внесла техникум в перечень предприятий и организаций, приватизация которых запрещена в связи с их общегосударственным значением.
В 1996 году техникум начал обучение по специальности «Обслуживание компьютерных и интеллектуальных систем и сетей».
В мае 1997 года техникум был передан в ведение министерства образования Украины.
С 3 июля 2003 года техникум стал структурным подразделением киевского Национального университета пищевых технологий.
С 1 сентября 2008 года директором техникума назначен Ю. А. Барилюк, который до этого работал заместителем директора по учебно-производственной работё.
6 ноября 2015 года техникум переименован в Сумский колледж пищевой промышленности.

## Специальности
По состоянию на 2017 год, идёт подготовка специалистов по пяти направлениям:
- производство сахаристых веществ и полисахаридов
- обслуживание компьютерный систем и сетей
- монтаж, обслуживание средств и систем автоматизации технологического производства
- производство хлеба, кондитерских, макаронных изделий и пищевых концентратов

## Известные выпускники
В числе выпускников — 11 докторов и кандидатов наук, три Героя Советского Союза (Е. П. Богацкий, А. П. Лосев и Н. А. Шумейко), одна Герой Социалистического Труда (И. Д. Пудикова), несколько кандидатов и мастеров спорта, значительное количество специалистов сахарной промышленности.